# Лавалеха (департамент)
Лавалѐха (на испански: Lavalleja, изговаря се по-близко до Лавайеха) е един от 19-те департамента на южноамериканската държава Уругвай. Намира се в югоизточната част на страната. Общата му площ е 10 016 км², а населението е 60 925 жители (2004 г.) Столицата му е град Минас.
1. ↑  otu.opp.gub.uy